# Cão de fila de São Miguel
De cão de fila de São Miguel is een hondenras dat van São Miguel, het hoofdeiland van de Azoren, stamt. Tot zijn voorouders behoort ook de Spaanse alano.

## Beschrijving
De cão de fila de São Miguel heeft middelgrote hangende oren. De kleur van zijn vacht is bruin of grijs, witte aftekeningen op borst of poten zijn mogelijk. Hij heeft een schofthoogte van 56-62 centimeter en een gewicht van 30-35 kilogram.

## Doel
Hij wordt als waakhond en veedrijver ingezet.
Australian stumpy tail cattle dog ·
Australische herder ·
Australische veedrijvershond ·
Bearded collie ·
Beauceron ·
Belgische herder ·
Bergamasco ·
Berghond van de Maremmen en Abruzzen ·
Bobtail ·
Boheemse herder ·
Bordercollie ·
Bouvier des Ardennes ·
Bouvier (des Flandres) ·
Briard ·
Ca de bestiar ·
Cão da Serra de Aires ·
Cão de fila de São Miguel ·
Catalaanse herder ·
Ciobanesc romanesc carpatin ·
Ciobanesc romanesc mioritic ·
Duitse herder ·
Hollandse herder ·
Karpatische herdershond ·
Kelpie ·
Komondor ·
Kroatische herder ·
Kuvasz ·
Lancashire heeler ·
Miniature American Shepherd ·
Mudi ·
Picardische herdershond ·
Polski owczarek nizinny ·
Puli ·
Pumi ·
Pyrenese herdershond ·
Saarlooswolfhond ·
Schapendoes ·
Schipperke ·
Schotse herdershond ·
Sheltie ·
Slovenský čuvač ·
Tatrahond ·
Tsjecho-Slowaakse wolfhond ·
Welsh corgi Cardigan ·
Welsh corgi Pembroke ·
Zuid-Russische owcharka ·
Zwitserse witte herder